# Palio di San Rufino
Il Palio di San Rufino è una manifestazione storico - folkloristica che si tiene in Assisi l'ultima domenica di agosto. Essa consiste in una gara di tiro con la balestra tra i diversi terzieri della città (Dive Mariae, San Rufino e San Francesco) al cui vincitore viene assegnato il Palio, un ambito drappo dipinto da un artista di fama nazionale.

## Storia
L'origine di tale manifestazione è attestata in vari documenti. I più antichi, risalenti al XIV secolo, sono ad oggi conservati presso la biblioteca comunale di Città di Castello.

## La sfida
L'assegnazione del Palio avviene mediante una gara di tiro a squadre tra i terzieri della città. 
La distanza tra banco di tiro e bersaglio è di 36 metri.
Il palio viene assegnato alla squadra (terziere) che realizza la più alta somma dei punteggi ottenuti dai singoli balestrieri.
Al balestriere che realizza il miglior punteggio viene assegnata una balestrina d'argento.

## La festa
La festa si svolge tradizionalmente l'ultimo fine settimana di agosto (giovedì, venerdì, sabato e domenica) con il seguente programma:
- Giovedì: apertura mercatino storico di San Rufino presso la Piazza del Comune di Assisi. La sera spettacoli dei Gruppi della Compagnia Balestrieri di Assisi
- Venerdì: mercatino storico di San Rufino presso la Piazza del Comune di Assisi. La sera spettacoli dei Gruppi della Compagnia Balestrieri di Assisi
- Sabato:  messa di investitura dei nuovi balestrieri e banchetto propiziatorio. Conclusione della serata con lo spettacolo del Gruppo Fuoco della Compagnia Balestrieri di Assisi
- Domenica: gara di tiro con la balestra con assegnazione del palio di San Rufino e della balestrina d'argento.

## Albo d'oro
GARA DI TIRO A SQUADRE:
- 1980 San Francesco
- 1981 San Francesco
- 1982 Santa Maria
- 1983 Santa Maria
- 1984 San Rufino
- 1985 San Rufino
- 1986 San Rufino
- 1987 Santa Maria
- 1988 San Francesco
- 1989 Santa Maria
- 1990 San Rufino
- 1991 San Francesco
- 1992 San Francesco
- 1993 Santa Maria
- 1994 Santa Maria
- 1995 San Francesco
- 1996 San Rufino
- 1997 San Rufino
- 1998 San Rufino
- 1999 Santa Maria
- 2000 San Rufino
- 2001 San Rufino
- 2002 San Rufino
- 2003 San Rufino
- 2004 Santa Maria
- 2005 Santa Maria
- 2006 San Francesco
- 2007 San Rufino
- 2008 Santa Maria
- 2009 Santa Maria
- 2010 Santa Maria
- 2011 Santa Maria
- 2012 San Rufino
- 2013 Santa Maria
- 2014 Santa Maria
- 2015 Santa Maria
- 2016 San Rufino
- 2017 Santa Maria
- 2018 San Francesco
- 2019 San Francesco
- 2020 Santa Maria
- 2021 Santa Maria
- 2022 San Francesco
- 2023 Santa Maria

GARA DI TIRO SINGOLO:
- 1980 Calderini Francesco
- 1981 Calderini Francesco
- 1982 Patassini Tito
- 1983 Balducci Franco
- 1984 Passeri Alberto
- 1985 Guzzoni Mario
- 1986 Guzzoni Mario
- 1987 Bisogno Sergio
- 1988 Mariucci Sergio
- 1989 Orfei Aldo
- 1990 Guzzoni Mario
- 1991 Ciceroni Franco
- 1992 Calderini Francesco
- 1993 Mariucci Giorgio
- 1994 Maitini Osvaldo
- 1995 Brufani Oliviero
- 1996 Marini Leandro
- 1997 Marini Leandro
- 1998 Carloni Giovanni
- 1999 Passeri Alberto
- 2000 Sannipola Giuseppe
- 2001 Scarponi Roberto
- 2002 Menichelli Claudio
- 2003 Marini Giuseppe
- 2004 Belello Francesco
- 2005 Menichelli Giancarlo
- 2006 Marini Leandro
- 2007 Menichelli Claudio
- 2008 Lollini Fabio
- 2009 Mencarelli Marco
- 2010 Baldoni Camillo
- 2011 Marini Luigi
- 2012 Martellini Fabio
- 2013 Giuseppe Sannippola
- 2014 Alberto Moriconi
- 2015 Menichelli Claudio
- 2016 Mencarelli Marco
- 2017 Chiavini Luca
- 2018 Balducci Roberto
- 2019 Carlo Nannolo
- 2020 Lino Pavi
- 2021 Chiavini Luca
- 2022 Simonelli Luciano
- 2023 Sensi Daniele